# Йоркширтер'єр
Йоркширтер'єр, або скор. йорки (англ. yorkie) — мисливська, виставкова і кімнатна порода собак, виведена в Англії, графстві Йоркшир наприкінці XIX ст. для боротьби з гризунами (щурами, мишами або дикими кролями). Весела вдача і чудовий вигляд сприяють популярності цих «живчиків». Декоративний вигляд і мініатюрний розмір собачки зробили її своєрідною окрасою дамської сумочки. І якщо сучасна пані носить улюбленця з собою для створення стильного іміджу, то наприкінці ХІХ ст. йорк охороняв від крадіїв сховані у сумочці коштовності.. Предками цієї породи були: манчестерський-тер'єр, скайський тер'єр, мальтез та інші. Зараз йоркширський тер'єр — одна з найпопулярніших кімнатно-декоративних порід собак.

## Історія породи
Місце де виникли йорки — графство Йоркшир (Англія). Місцеві шахтарі, які розводили собак, задумали створити мініатюрного тер'єра-щуролова. Йорків спочатку використовували як щуроловів, а потім вони були використані як охоронці дамських сумок. Для схрещування, очевидно, було використано різні породи тер'єрів —  пейслі, клайдесдейл, каїрського і скай тер'єра. Їхній крихітний нащадок з винятковим забарвленням довгої шерсті став найбільш популярним серед англійських тер'єрів. Породу було визнано і внесено до племінної книги у 1886 р., а наприкінці століття виник перший клуб йоркширських тер'єрів.

## Характер та темперамент
- Йорки є дуже грайливими та практично невтомними собаками, можуть побешкетувати з господарем в будь-який час.
- Особливості утримання: Йорки потребують щоденного розчісування, тварину можна коротко підстригти, щоб вона не стала агресивною..
- Середній вік життя: 15 років.

Йоркширські тер'єри більше ніж собаки будь-якої іншої породи потребують уваги. Вони готові весь день проводити поруч з господарем — на руках або слідуючи за ним по п'ятах. Собаки цієї породи із задоволенням бігають, стрибають, грають у м'яч, «полюють» на птахів, мишей або сонячних зайчиків, при цьому не забуваючи стежити за реакцією господаря. Йоркширські тер'єри наполегливо домагаються свого, хай то увага господаря, або порція їжі. Йорк добре відчуває настрій господаря і підлаштовується під нього.
Йоркширтер'єр — одна з небагатьох порід собак, утримання якої не є обтяжливим для міської людини. Напевно, саме тому він такий популярний у всьому світі. В останні роки сильно зросла кількість домашніх собак у містах, і йоркширський тер'єр, завдяки своїм позитивним якостям, стрімко виходить на перші місця в рейтингах.

## Зовнішній вигляд
Сучасні Йоркширські тер’єри набагато менші і витонченіші своїх предків, порода давно перейшла в ранг декоративних, позбулася підшерстя й одяглася в шикарну, спадаючу до підлоги шерсть. Собака належить до виду карликових тер’єрів, має досить міцний кістяк і, враховуючи пропорції, її не можна назвати крихкою. Опис породи передбачає обмеження ваги собак до 3,1 кг. Зріст не обмежений, але собака повинна бути пропорційною і відповідати всім вимогам стандарту.

### Різновиди Йоркширських тер’єрів
Міні-йорк – по суті, брак породи, що продається за великі гроші. Йорк вважається «міні», якщо його вага у дорослому віці не перевищує 1,8 кг. Заради отримання таких цуценят проводять в’язку міні-кобеля і стандартної суки (вага 3 кг). З певною часткою ймовірності в приплоді можуть бути мінімалюки. Бівер або Бівер-йоркширський тер’єр – окрема, не визнана FCI порода триколірних йорків. Бівери виведені в Німеччині, від в’язки стандартних йорків. Заводчиків, Вернера та Гертруду Бівер, не раз намагалися викрити в нечесності, але спроби провалилися. За версією опонентів порода походить від в’язок Йоркширських тер’єрів і Мальтійських болонок (Мальтезе). 
Стандартний йорк. Чистопородні йорки мають ряд відмінних рис, в першу чергу - це структура і колір шерсті. Як показує практика, навіть родовід і пакет документів не завжди є запорукою отримання справжньої породи. Благо, мініатюрні собачки настільки популярні, що офіційні розплідники обчислюються десятками й у потенційного власника завжди є вибір.